# Comando di guerra speciale dell'esercito
Il Comando di guerra speciale dell'esercito (in inglese: Republic of Korea Army Special Warfare Command, ROK-SWC o Republic of Korea Army Special Forces, ROK-SF) è una forza speciale dell'esercito della Repubblica di Corea, spesso abbreviato in "Special Warfare". È comandato da un generale a tre stelle. I suoi membri indossano un berretto nero ed 
è costituita da circa 10.000 militari. Creata nel 1958, ha partecipato a operazione di mantenimento della pace promosse dalla Nazioni Unite ed ha partecipato alla guerra del Vietnam supportando gli Stati Uniti d'America.